# Schwefingen
Schwefingen is een plaats in de Duitse gemeente Meppen, deelstaat Nedersaksen, en telt volgens de website van de gemeente Meppen 393 inwoners (31 december 2020). Het is het meest zuidelijke stadsdeel van Meppen en grenst aan Geeste.
In het dorpje stond in de 18e en 19e eeuw een steen- en dakpannenfabriek. In de 18e eeuw produceerde deze bouwmaterialen voor de bouw van Kasteel Clemenswerth bij Sögel.
Voor meer, ook historische, informatie wordt naar de website van de gemeente Meppen verwezen (zie link in het kader onder : Website).